# Funcionalismo estructuralista
El funcionalismo estructuralista es una construcción teórica que ve a la sociedad como un sistema complejo, cuyas partes trabajan juntas para promover la armonía social. Se entiende como el estudio de una sociedad conocida como estructura o sistema social. Este enfoque ve a la sociedad desde una orientación de nivel macro, que es un enfoque amplio en las estructuras sociales que conforman la sociedad en su conjunto y considera que la sociedad evoluciona al igual que los organismos.
El funcionalismo direcciona a la sociedad en su conjunto en términos de la función de sus elementos constitutivos, a saber: normas, costumbres, tradiciones e instituciones. Una analogía común, popularizada por Herbert Spencer, presenta estos sectores de la sociedad como "órganos" que trabajan para el buen funcionamiento del "cuerpo", como un todo. Supone que los elementos de una determinada estructura social son interdependientes entre sí. Una variación de alguno de ellos, repercute en los demás. En los términos más básicos, se simplifica haciendo hincapié en "el esfuerzo para imputar, tan rigurosamente como sea posible, para cada característica, costumbre o práctica, su efecto sobre el funcionamiento de un sistema cohesionado supuestamente estable".
El enfoque estructural funcionalista es un análisis macrosociológico, con un amplio enfoque en las estructuras sociales que la sociedad forma en su conjunto. Los orígenes de esta corriente se remontan a los trabajos de Émile Durkheim. Fue desarrollado en la antropología social británica por Bronislaw Malinowski y Alfred Reginald Radcliffe-Brown. En sociología, el estadounidense Talcott Parsons es uno de sus mayores exponentes.

## Teoría
Las teorías clásicas están definidas por una tendencia en analogía biológica y las nociones de evolucionismo social:

El pensamiento funcionalista, desde Comte en adelante, ha mirado en particular hacia la biología como la ciencia que proporciona el modelo más cercano y más compatible para la ciencia social. La biología se ha tomado para proporcionar una guía para la conceptualización de la estructura y la función de los sistemas sociales y para el análisis de procesos de la evolución a través de los mecanismos de adaptación ... funcionalismo hace especial hincapié en la preeminencia del mundo social a través de sus partes individuales (es decir, sus actores constituyentes, los sujetos humanos).
-Anthony Giddens, The Constitution of Society 1984

Mientras que no se puede considerar al funcionalismo como una extensión lógica de las analogías orgánicas de la sociedad presentada por los filósofos políticos, como Rousseau, la sociología dibuja más firme atención en aquellas instituciones únicas a la sociedad capitalista industrializada (o modernidad). 

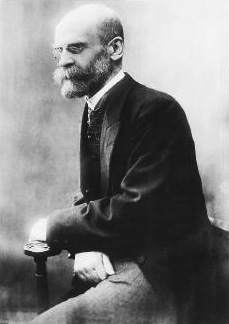
Émile Durkheim

Émile Durkheim estaba preocupado con la cuestión de cómo ciertas sociedades mantienen la estabilidad interna y sobreviven en el tiempo. Propuso que tales sociedades tienden a segmentarse, con partes equivalentes que se mantienen unidas por valores compartidos, símbolos comunes o, como sostenía su sobrino Marcel Mauss, sistemas de intercambios. Durkheim utiliza el término "solidaridad mecánica" para referirse a este tipo de "bonos sociales, basados en los sentimientos comunes y valores morales compartidos, que son fuertes entre los miembros de las sociedades industriales". En las sociedades modernas, complejas, los miembros realizan tareas muy diferentes, lo que conlleva a una fuerte interdependencia. Basándose en la metáfora ya mencionada de un organismo en el que muchas partes funcionan juntas para sostener el conjunto, Durkheim sostiene que las sociedades complejas se mantienen unidos por solidaridad orgánica, es decir, "lazos sociales, basados en la especialización y la interdependencia, los que somos fuertes entre los miembros de las sociedades industriales".
Estos puntos de vista fueron ratificados por Durkheim, quien, después de Comte, creía que la sociedad constituye un "nivel" distinto de la realidad, distinto de la materia, tanto biológicamente como inorgánicamente. Por lo tanto, las explicaciones de los fenómenos sociales tenían que ser construidos dentro de este nivel, los individuos de ser ocupantes meramente transitorios de roles sociales relativamente estables. La preocupación central del funcionalismo estructuralista es una continuación de la tarea de Durkheim de explicar la aparente estabilidad y la cohesión interna que necesitan las sociedades para poder perdurar en el tiempo. Las sociedades son vistas como coherentes, delimitadas y fundamentalmente una construcción relacional que funcionan como organismos, con sus distintas (sociales o instituciones) trabajando juntas en una moda casi automáticamente inconsciente hacia el logro de un equilibrio social general. Por consiguiente, todos los fenómenos sociales y culturales son vistos como funcionales en el sentido de que trabajan juntos. Se analizan en primer lugar en términos de esta función. El individuo es significativo, no en sí y por sí mismo, sino más bien en términos de su estatus, su posición en los patrones de las relaciones sociales y las conductas asociadas a su condición. Por lo tanto, la estructura social es la red de estatus unidos por roles asociados.
El funcionalismo también tiene una base en la teoría antropológica. Es en el uso específico de Radcliffe-Brown que surgió prefijo "estructural". Propuso que las sociedades "primitivas", que carecen de instituciones centralizadas fuertes, se basen en una asociación de grupos de empresas corporativas en ascendencia. El funcionalismo estructuralista también asumió el argumento de Malinowski que el bloque básico de la sociedad es la familia nuclear, y que el clan es una consecuencia. 
Es simplista igualar la perspectiva directamente con el conservadurismo político. La tendencia a enfatizar "sistemas coherentes" conduce, sin embargo, a teorías que no consideran en suficiente medida los conflictos sociales ni las desigualdades.

### Conceptos en la sociología
El sistema general de acción contiene en su estructura cuatro subsistemas: el biológico u orgánico conductual, el cultural, el social y el de personalidad. Los sistemas son un conjunto ordenado de los elementos, interdependientes, que permanecen abiertos a la percepción de variables que pueden modificarlos. Para mantener el equilibrio, realizan diferentes funciones:
- El biológico es la especie tipo organizada, la adaptación es la función que realiza, y es realizada por el sistema económico.
- El cultural es el conjunto de normas, valores, lenguaje y símbolos compartidos, aceptados por la sociedad. Su función es el mantenimiento de las pautas, para que los individuos se ajusten a las expectativas del rol e interioricen los valores. En la sociedad estas funciones son cumplidas por diversas instituciones, entre ellas podemos nombrar al sistema educativo y los medios masivos de comunicación, quienes son los encargados de la difusión de esas normas, valores, símbolos, etc, que componen la esfera cultural.
- El social está compuesto por las formas en que los individuos interactúan recíprocamente. La función primordial es la integración y supone la aceptación de las metas y las expectativas sociales. Las entidades jurídicas tienen a su cargo esta función, la cual aplicara sanciones. Va a existir una movilidad social de forma horizontal, vertical, ascendente o descendente. De la misma manera habrá cambios sociales e innovaciones.
- El de personalidad metas o fines. Intenta coordinar las motivaciones para alcanzar objetivos sociales. Las unidades que pueden canalizar las aspiraciones de los individuos son las instituciones políticas. Estructural funcionalismo conocido como positivismo.

## Teóricos prominentes

### Auguste Comte
Auguste Comte, el "padre del positivismo" señaló constantemente la necesidad de mantener a la sociedad unida ya que muchas tradiciones estaban disminuyendo.  Fue la primera persona en acuñar el término sociología. Auguste Comte sugiere que la sociología es el producto de un desarrollo en tres estados.
1. Estado teológico: Desde el comienzo de la historia humana hasta el final de la Edad Media europea, la gente tenía una visión religiosa que la sociedad expresaba la voluntad de Dios. En el estado teológico, la mente humana busca la naturaleza esencial de los seres, las causas primeras y finales (el origen y el propósito) de todos los efectos, en una palabra, el conocimiento absoluto- supone que todos los fenómenos que se producen por la acción inmediata de seres sobrenaturales.
2. Estado metafísico: La gente comenzó a ver a la sociedad como un sistema natural en oposición a lo sobrenatural. Comenzó con la Ilustración y las ideas de Hobbes, Locke y Rousseau. Refleja los defectos de la naturaleza humana egoísta en lugar de la perfección de Dios.
3. Estado científico: Describiendo la sociedad mediante la aplicación del método científico, que se basa en el trabajo de los científicos.

### Herbert Spencer

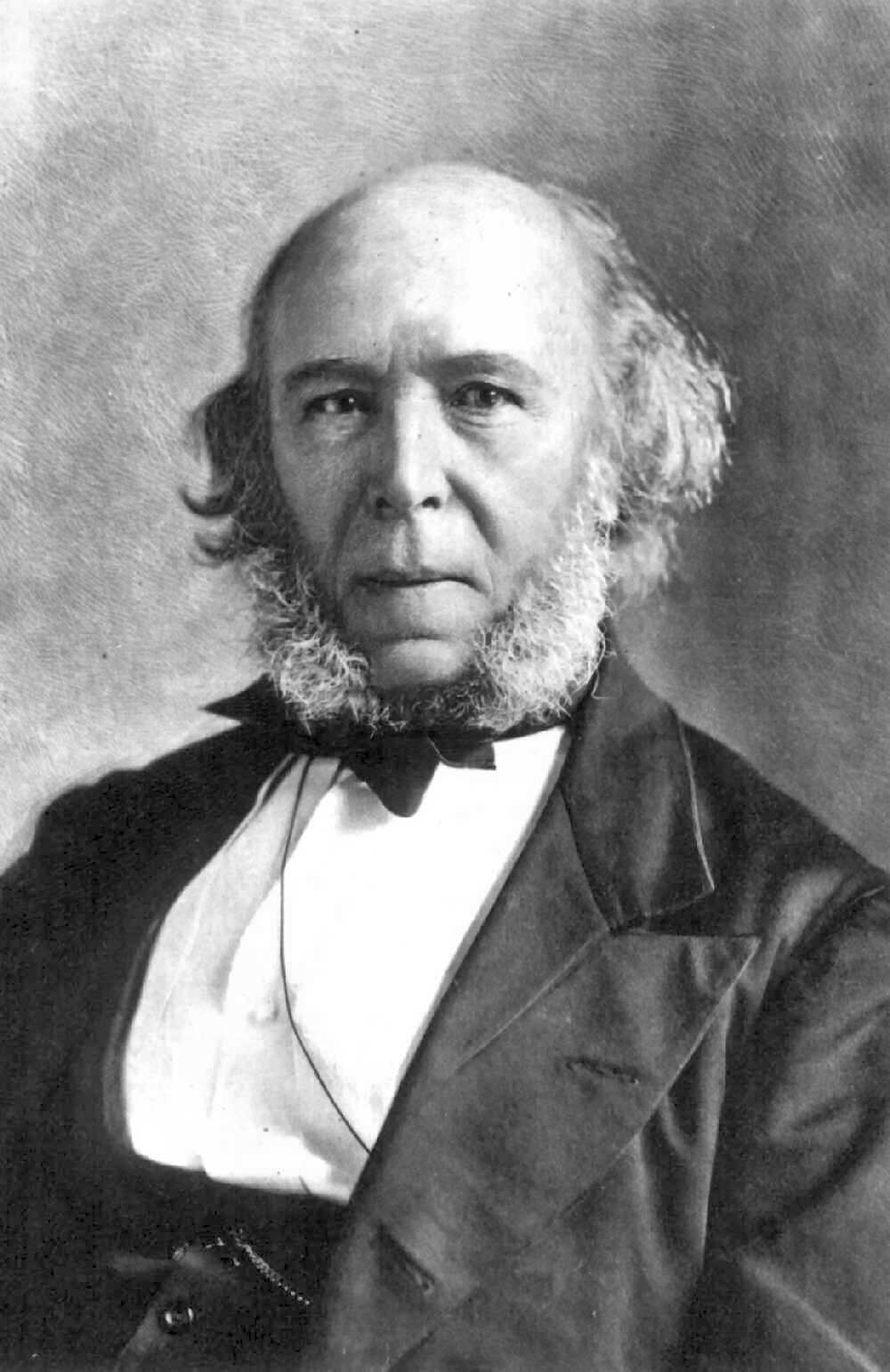
Herbert Spencer

Herbert Spencer (1820-1903), filósofo británico, famoso por aplicar la teoría de la selección natural a la sociedad. Él fue, de muchas maneras, el primer funcionalista sociológico verdadero. De hecho, mientras que Durkheim es ampliamente considerado como el funcionalista más importante entre los teóricos positivistas, es bien sabido que gran parte de su análisis fue seleccionado a partir de la lectura de la obra de Spencer, especialmente sus Principles of Sociology (Principios de Sociología) (1874-1896). Spencer alude a la sociedad en analogía al cuerpo humano. Del mismo modo que las partes estructurales del cuerpo humano —el esqueleto, los músculos, y varios órganos internos— funcionan de forma independiente para ayudar a todo el organismo a sobrevivir, las estructuras sociales trabajan en conjunto para preservar a la sociedad.
Mientras que la mayoría evita las tediosas tareas de leer volúmenes masivos de Spencer (llenas como ellas están con largos pasajes explican la analogía orgánica, con referencia a las células, los organismos sencillos, los animales, los seres humanos y a la sociedad), hay algunas ideas importantes que han influido calladamente en muchos teóricos contemporáneos, incluyendo a Talcott Parsons, en sus primeras obras "La Estructura de la Acción Social" (1937). La antropología cultural también utiliza el funcionalismo constantemente.
Este modelo evolutivo, a diferencia de la mayoría de las teorías evolucionistas del siglo XIX, es cíclico, comenzando con la diferenciación y la creciente complejización de un cuerpo (en términos de Spencer para un sistema social) orgánico o "super-orgánico", seguido de un estado fluctuante de equilibrio y desequilibrio (o estado de ajuste y adaptación) y finalizando en la etapa de desintegración o disolución. Siguiendo los principios de población de Thomas Malthus, Spencer llegó a la conclusión de que la sociedad constantemente se enfrenta a presiones de selección (internas y externas) que obligan a adaptar su estructura interna mediante la diferenciación.
Sin embargo, cada solución provoca una nueva serie de presiones de selección que amenazan la viabilidad de la sociedad. Cabe señalar que Spencer no era un determinista en el sentido de que él nunca dijo que:
1. Las presiones de selección se harán sentir en el momento de cambiarlas;
2. Ellos se sentirán y reaccionarán a, o
3. Las soluciones siempre funcionarán.

De hecho, fue en muchos sentidos un sociólogo político, y reconoció que el grado de autoridad centralizada y consolidada en una comunidad política podría hacer o romper su capacidad de adaptación. En otras palabras, él vio una tendencia general hacia la centralización del poder liderando hacia el estancamiento y, en última instancia, presionando para descentralizar.
Más específicamente, Spencer reconoció tres necesidades funcionales o requisitos previos que producen presión de selección: son la regulatoria, operativa (producción) y distributiva. Sostuvo que todas las sociedades necesitan resolver problemas de control y coordinación, producción de bienes, servicios e ideas, y, por último, encontrar maneras de distribuir estos recursos.
La solución, como la ve Spencer, es diferenciar las estructuras para cumplir funciones más especializadas, por lo que emerge un jefe o "gran hombre", seguido rápidamente de un grupo de lugartenientes y, posteriormente, reyes y administradores. Las partes estructurales de la sociedad (ej.: familias, trabajo) funcionan interdependiente para ayudar a la función social, que como ya se mencionó, ayudan a preservar a la sociedad.
Quizás el mayor obstáculo de Spencer, que estaba siendo ampliamente discutido en la sociología moderna, era el hecho de que gran parte de su filosofía social tenía sus raíces en el contexto social e histórico del Antiguo Egipto. Spencer acuñó el término "supervivencia del más apto" al discutir el simple hecho de que las pequeñas tribus o sociedades tienden a ser derrotadas o conquistadas por las más grandes. Por supuesto, muchos sociólogos todavía lo usan (a sabiendas o no) en sus análisis, en especial debido a la reciente reaparición de la teoría evolutiva.

### Talcott Parsons
Talcott Parsons fue fuertemente influenciado por Émile Durkheim y Max Weber, sintetizando gran parte su trabajo en su teoría de la acción, que se basa en el concepto teórico-sistema y el principio metodológico de la acción voluntaria. Sostuvo que "el sistema social está integrado por las acciones de los individuos". En consecuencia, su punto de partida es la interacción entre dos individuos se enfrentan con una variedad de opciones acerca de cómo podrían actuar, las opciones que están influenciadas y limitadas por un número de factores físicos y sociales.
Parsons determinó que cada individuo tiene expectativas de las acciones de los otros y reacciona a su propio comportamiento, y que estas expectativas podrían (si tiene éxito) ser "derivadas" de las normas y valores aceptados de la sociedad en que viven. Como subrayó el propio Parsons, en un contexto general, nunca existiría ningún "ajuste" perfecto entre las conductas y normas, por lo que esta relación nunca es completa o "perfecta".
Las normas sociales siempre fueron problemáticas para Parsons, quien nunca dijo (como se ha alegado) que las normas sociales fueran generalmente aceptadas y acordadas, si ello evita algún tipo de ley universal. Si se aceptan las normas sociales o no era, para Parsons, simplemente una cuestión histórica.
A medida que las conductas se repiten en más interacciones y estas expectativas están muy arraigadas o institucionalizadas, se crea un rol. Parsons define un "papel", como la participación regulada-normativamente "de una persona en un proceso concreto de la interacción social con roles-socio específicos y concretos". A pesar de que cualquier persona, en teoría pueda cumplir ninguna función se espera que el individuo a ajustarse a las normas que rigen la naturaleza de la función que cumplen.
Por otra parte, una persona puede o no cumplir muchos roles diferentes al mismo tiempo. En un sentido, una persona puede ser vista como una "composición" de los papeles que él habita. Ciertamente, hoy en día, si se les pediría que se describieran a sí mismos, la mayoría de la gente respondería con referencia a sus roles sociales.
Posteriormente, Parsons desarrolló la idea de los roles en las colectividades de roles que se complementan mutuamente en el cumplimiento de las funciones para la sociedad. Algunas funciones están ligadas en las instituciones y estructuras sociales (económica, educativa, legal e incluso basada en género). Estos son funcionales en el sentido de que ayudan a la sociedad en el funcionamiento y el cumplimiento de sus necesidades funcionales para que la sociedad funcione sin problemas.
Contrario al mito prevaleciente, Parsons nunca habló de una sociedad donde no había conflicto o algún tipo de equilibrio "perfecto". El sistema de valores culturales de una sociedad nunca era, en el caso típico, completamente integrado, nunca era estático y la mayoría de las veces, como en el caso de la sociedad estadounidense, en un estado complejo de transformación con respecto a su punto de partida histórico. Para llegar a un equilibrio "perfecto" no estaba en ninguna cuestión teórica seria en el análisis de Parsons de sistemas sociales, de hecho, las sociedades más dinámicas tenían generalmente sistemas culturales con importantes tensiones internas, como los EE. UU. y la India. Estas tensiones fueron (con bastante frecuencia) una fuente de su fuerza de acuerdo con Parsons en lugar de lo contrario. Posteriormente, Parsons nunca pensó en sistema de institucionalización y el nivel de las cepas (tensiones, conflictos) en el sistema como fuerzas opuestas de por sí.
Para Parsons, los procesos claves para la reproducción del sistema son la socialización y control social. La socialización es importante porque es el mecanismo para la transferencia de las normas y valores aceptados de la sociedad a los individuos dentro del sistema. Parsons nunca habló de "socialización perfecta"-en ninguna socialización de la sociedad fue sólo parcial e "incompleto" desde un punto de vista integral.
Parsons afirma que "a este punto [...] es independiente del sentido en el que [la] persona es concretamente autónoma o creativa, en lugar de "pasiva" o "conforme", por la individualidad y la creatividad, son en gran medida, fenómenos de la institucionalización de las expectativas"; que se construyen culturalmente.
La socialización está apoyada por la aplicación de sanciones positivas y negativas comportamientos de roles de que realizan o que no cumplan con estas expectativas. Un castigo podría ser informal, como una risita o chismes, o más formal, a través de instituciones como las prisiones y hogares mentales. Si estos dos procesos fueran perfectos, la sociedad se convertiría estática e inmutable, pero en realidad esto es poco probable que ocurra por mucho tiempo.
Parsons reconoce esto, afirmando que él trata a "la estructura del sistema en su problemática y sujeta a cambios", y que su concepto de la tendencia hacia el equilibrio "no implique el dominio empírico de la estabilidad en el cambio". Él, sin embargo, cree que estos cambios se producen de forma relativamente suave.
Los individuos en interacción con situaciones cambiantes adaptan a través de un proceso de "roles de negociación". Una vez que se establecen los roles, estos crean normas que guían la acción adicional y por lo tanto son institucionalizadas, creando estabilidad en las interacciones sociales. Cuando no se puede ajustar el proceso de adaptación, debido a las crisis agudas o cambio radical inmediato, ocurre la disolución estructural y, o bien nuevas estructuras (o por lo tanto, un nuevo sistema) se forman, o de la sociedad muere. Este modelo de cambio social ha sido descrito como un "equilibrio móvil," y hace hincapié en el deseo de orden social.

#### Teoría de la acción
Talcott Parsons desarrolló el sistema del funcionalismo estructuralista, para cuya comprensión desarrollo el esquema AGIL. Las siglas AGIL se corresponden con lo que Parsons consideraba cuatro imperativos funcionales necesarios en todo sistema:
A: Adaptación. todo sistema debe ser capaz de abordar las situaciones externas. Debe adaptarse a su entorno y adaptar el entorno a sus necesidades.
G: (Goal Attainment): Capacidad para alcanzar las metas. Sistema finalista o que se encarga de definir y alcanzar las metas fundamentales.
I: Integración. El sistema debe regular la integración entre sus componentes y entre los otros imperativos funcionales: A, G y L.
L: Latencia (Mantenimiento de Patrones). Un sistema debe mantener, proporcionar y renovar la motivación de los individuos como también las pautas culturales que lo integran.
Todo sistema social tiende al equilibrio y a la estabilidad. Se cree que las fuerzas perturbadoras del sistema social son los individuos y los conflictos se originan en la ideología o la psicología de los hombres. Se considera que el estado debería ser una organización de ayuda y administración que beneficie a toda la sociedad.
Según el análisis de Talcott Parsons, la psicología se aboca al estudio del sistema de la personalidad, la biología a lo orgánico, la antropología al sistema cultural y la sociología al sistema social, con exclusividad la sociología será “la estructura de las pautas institucionales que definen los roles desempeñados por los individuos".

### Davis y Moore
Kingsley Davis y Wilbert E. Moore (1945) dieron un argumento para la estratificación social basada en la idea de "necesidad funcional" (también conocida como la hipótesis de Davis-Moore). Estos autores argumentaron que los trabajos más difíciles en cualquier sociedad tienen las rentas más altas, con el fin de motivar a las personas para llenar los papeles necesarios para la división del trabajo. Por lo tanto la desigualdad sirve la estabilidad social.
Este argumento ha sido criticado como una falacia desde un número de diferentes ángulos: se argumenta también que los individuos que tienen más méritos son los que tienen la más alta recompensa, y que un sistema de recompensas desiguales es necesario, de lo contrario no hay individuos realizarían como necesario para la sociedad funcione. El problema es que se supone que estas recompensas que basarse en el mérito objetivo, más que subjetivas "motivaciones". El argumento tampoco establece claramente por qué algunas posiciones valen más que los demás, incluso cuando benefician a más personas en la sociedad, por ejemplo, los profesores comparados con los atletas y estrellas de cine. Los críticos han sugerido que la desigualdad estructural (riqueza hereditaria, poder de la familia, etc.) es en sí misma una causa de éxito o fracaso individual, no una consecuencia de ella.

### Robert Merton
Robert K. Merton hizo mejoras importantes al pensamiento funcionalista. Fundamentalmente, está de acuerdo con la teoría de Parsons. Sin embargo, reconoció que era un problema, creyendo que todo eso fue terminado generalizado [Holmwood, 2005:100]. Merton tendía a enfatizar la teoría de alcance intermedio, en lugar de una gran teoría, lo que significa que él era capaz de ocuparse específicamente de algunas de las limitaciones de la teoría de Parsons. Merton creía que cualquier estructura social, probablemente tiene muchas funciones, algunas más evidentes que otras. Identificó 3 limitaciones principales: unidad funcional, funcionalismo universal e indispensabilidad [Ritzer en Gingrich, 1999]. También desarrolló el concepto de la desviación e hizo la distinción entre funciones manifiestas y latentes. Las funciones manifiestas se refieren a las consecuencias reconocidas e intencionadas de cualquier patrón social. Las funciones latentes se refiere a las consecuencias no reconocidas y no intencionales de cualquier patrón social.
Merton criticaba la unidad funcional, diciendo que no todas las partes de una sociedad moderna compleja trabajan para la unidad funcional de la sociedad. Como consecuencia, existe una disfunción social que se refiere a un patrón social que pueda perturbar el funcionamiento de la sociedad. Algunas instituciones y estructuras pueden tener otras funciones, e incluso, algunas generalmente pueden ser disfuncionales, o sea funcionales para algunas, pero disfuncionales para otras. Esto se debe a que no todas las estructuras son funcionales para la sociedad en su conjunto. Algunas prácticas sólo son funcionales para un individuo dominante o un grupo [Holmwood, 2005:91]
Merton también señaló que puede haber alternativas funcionales a las instituciones y que actualmente las estructuras cumplen las funciones de la sociedad. Esto significa que las instituciones que existen en la actualidad no son indispensables para la sociedad. Merton afirma "al igual que el mismo objeto puede tener varias funciones, por lo que la misma función puede cumplirse diversamente por elementos alternativos" [citado en Holmwood, 2005:91]. Esta noción de alternativas funcionales es importante porque reduce la tendencia del funcionalismo a implicar la aprobación del statu quo.
La teoría de la desviación de Merton se deriva de la idea de anomia de Durkheim. Es central para explicar cómo se pueden producir cambios internos en un sistema. Para Merton, la anomia significa una discontinuidad entre las metas culturales y los métodos aceptados para llegar a ellas.
Merton cree que hay 5 situaciones funcionalistas
- Conformidad ocurre cuando un individuo tiene los medios y el deseo de alcanzar las metas culturales socializados en él.
- Innovación ocurre cuando una persona se esfuerza por alcanzar las metas culturales aceptadas, pero decide hacerlo en el nuevo método o no aceptada.
- Ritualismo ocurre cuando un individuo sigue haciendo las cosas como proscritos por la sociedad, pero pierde el logro de los objetivos.
- Retraimiento es el rechazo de los medios y los objetivos de la sociedad.
- Rebelión es una combinación del rechazo de las metas y los medios sociales y una sustitución de otros objetivos y medios.

Se puede ver, por lo tanto, que el cambio puede producirse internamente en la sociedad a través de una innovación o de rebelión. Es cierto que la sociedad va a tratar de controlar a estas personas y anular los cambios, pero como gana impulso innovación o la rebelión, finalmente la sociedad adapta o muestra disolución.

### Almond y Powell
En la década de 1970, los politólogos Gabriel Almond y Bingham Powell introdujeron un enfoque estructural-funcionalista para comparar sistemas políticos. Argumentaron que, con el fin de entender un sistema político, es necesario entender no solo sus instituciones (o estructuras), sino también sus respectivas funciones. También insistieron en que estas instituciones, para ser correctamente entendidas, deben colocarse en un contexto histórico significativo y dinámico.
Esta idea se puso en alto contraste con los enfoques predominantes en el campo de la política comparada - la teoría del estado-sociedad y de la teoría de la dependencia. Estos fueron los descendientes de la teoría de sistemas de David Easton en las relaciones internacionales, una visión mecanicista que vio a todos los sistemas políticos como esencialmente el mismo, con sujeción a las mismas leyes de "estímulo y respuesta" — o entradas y salidas — prestando poca atención a las características únicas. El enfoque estructural-funcional se basa en la idea de que sistema político se constituye de varios componentes claves incluyendo, grupos de interés, partidos políticos y ramas del gobierno.
Además de las estructuras, Almond y Powell mostraron que un sistema político consta también de varias funciones, entre los que destacan la socialización política, el reclutamiento y la comunicación: la socialización se refiere a la manera en que las sociedades pasan a través del tiempo sus valores y creencias a las generaciones sucesivas, y en términos políticos describen el proceso por el cual una sociedad inculca virtudes cívicas, o los hábitos de la ciudadano efectivo; el reclutamiento denota el proceso por el cual un sistema político genera interés, el compromiso y la participación de los ciudadanos, y la comunicación se refiere a la forma en que un sistema promulga sus valores e información.

## Funcionalismo estructuralista y filiación unilineal
En su intento de explicar la estabilidad social de las sociedades "primitivas" sin estado de África donde realizaron su trabajo de campo, Evans-Pritchard (1940) y Meyer Fortes (1945) argumentaron que los tallensi y los nuer se organizan principalmente en torno a grupos de filiación unilineal. Estos grupos se caracterizan por poseer propósitos comunes, tales como la administración de la propiedad o la defensa contra ataques, también forman una estructura social estable que persiste mucho más allá de la vida útil de sus miembros. En el caso de los tallensi y los nuer, estos grupos empresariales se basan en el parentesco que a su vez encaja en las estructuras más grandes de descendencia unilineal, consecuentemente el modelo de Evans-Pritchard y Fortes se llama "teoría del descenso". Por otra parte, en este contexto africano las divisiones territoriales estaban alineados con los linajes, por lo que la teoría de ascendencia sintetiza tanto la sangre y el suelo como las dos caras de una misma moneda (cf. Kuper, 1988:195). Los lazos de afinidad con los padres a través de los cuales no se le cuenta el descenso, sin embargo, se consideran como meramente complementarias o secundarias (Fortes creó el concepto de "filiación complementaria"), con el cómputo del parentesco por descendencia está considerando la fuerza organizadora principal de los sistemas sociales. Debido a su fuerte énfasis en la descendencia unilineal, esta nueva teoría del parentesco se dio en llamar "teoría de la ascendencia".
Sin demora, la teoría de la ascendencia encontró a sus críticos. Muchas sociedades tribales africanas parecían encajar este modelo ordenado bastante bien, a pesar de los africanistas, como Richards, también argumentaron que Fortes y Evans-Pritchard habían deliberadamente minimizado las contradicciones internas, y dan demasiado énfasis a la estabilidad de los sistemas de linaje locales y su importancia para la organización de la sociedad. Sin embargo, en muchos lugares de Asia los problemas son aún más evidentes. En Papúa Nueva Guinea, los grupos de descendencia patrilineal locales estaban fragmentados y contenían grandes cantidades de los no agnados. Las distinciones de estatus no dependían del descenso, y las genealogías eran demasiado cortas como para dar cuenta de la solidaridad social a través de la identificación con un ancestro común. En particular, el fenómeno de parentesco cognaticio (o bilateral) planteaba un serio problema a la proposición de que los grupos de descendencia son el elemento principal detrás de las estructuras sociales de las sociedades "primitivas".
La crítica de Leach (1966) vino en forma del clásico argumento malinowskiano, señalando que "en los estudios de Evans-Pritchard de los Nuer y también en los estudios sobre las filiaciones unilineales Tallensis resultaron ser, en gran medida, un concepto ideal para que los hechos empíricos sólo se adaptan por medio de ficciones". (1966:8). El interés propio, la maniobra, manipulando y de la competencia habían sido ignoradas. Por otra parte, la teoría de la ascendencia descuida la importancia del matrimonio y de lazos de afinidad, que se destacó por la antropología estructural de Lévi-Strauss, a expensas de hacer excesivo hincapié en el papel de descenso. Para citar a Leach: "La importancia evidente unida a relaciones de parentesco y matrilineales por afinidad no es tanto explicar como se explica lejos".

## Declive del funcionalismo
El funcionalismo estructuralista alcanzó la cima de su influencia en los años 1940 y 1950, y por la década de 1960 se encontraba en rápido declive. En 1980, en Europa su lugar fue tomado por enfoques más orientados al conflicto, y más recientemente por el "estructuralismo". Mientras que algunos enfoques críticos también ganaron popularidad en Estados Unidos, en su lugar, la corriente principal de la disciplina se ha desplazado a un gran número de teorías empíricamente orientadas de alcance intermedio sin ninguna orientación general teórica. Para la mayoría de los sociólogos, ahora el funcionalismo está "tan muerto como un dodo".
Como comenzó a disminuir la influencia tanto del funcionalismo como del Marxismo en la década de 1960, los giros lingüísticos y culturales condujeron a una gran cantidad de nuevos movimientos en las ciencias sociales: "Según Giddens, el consenso ortodoxo terminado a finales de 1960 y 1970 como el punto medio compartido por perspectivas competidoras de otro modo cedió y fue reemplazada por una variedad desconcertante de perspectivas opuestas. Esta tercera "generación" de teorías sociales incluyeron enfoques fenomenológicamente inspirados, teoría crítica, etnometodología, interaccionismo simbólico, estructuralismo, postestructuralismo y las teorías escritas en la tradición de la hermenéutica y la filosofía del lenguaje ordinario".
Aunque ausentes de la sociología empírica, permanecieron detectable en los temas funcionalistas la teoría sociológica, sobre todo en la obra de Luhmann y Giddens. Hay, sin embargo, indicios de una reactivación incipiente, como reclamaciones funcionalistas recientemente se han visto reforzados por la evolución de la teoría de la selección multinivel y en la investigación empírica sobre cómo los grupos resuelven dilemas sociales. Los recientes acontecimientos en la teoría evolutiva - especialmente por el biólogo David Sloan Wilson y los antropólogos Robert Boyd y Peter Richerson - han proporcionado un fuerte apoyo para el funcionalismo estructuralista en la forma de la teoría de la selección multinivel. En esta teoría, la cultura y la estructura socialista se ven como una adaptación darwiniana (biológica o cultural) al nivel de grupo.

## Críticas
En la década de 1960, se criticó el funcionalismo por ser incapaz de dar cuenta de los cambios sociales, o por contradicciones estructurales y conflictos (y por lo tanto se lo llama frecuentemente "teoría de consenso"). Además, se hace caso omiso de las desigualdades, entre ellas la raza, el género, la clase, la cual provoca tensiones y conflictos. Ya anteriormente, se ha expresado la refutación de la segunda crítica del funcionalismo, que es estática y no tiene un concepto de cambio, llegando a la conclusión de que si bien la teoría de Parsons permite el cambio, este es un proceso ordenado de cambio [Parsons, 1961:38], un equilibrio móvil. Por lo tanto hacer referencia a la teoría de la sociedad de Parsons como algo estático es inexacto. Es cierto que hace hincapié en el equilibrio y el mantenimiento o la rápida restauración del orden social, sino que se trata de un producto de la época en la que Parsons estaba escribiendo (post Segunda Guerra Mundial, y el inicio de la guerra fría). La sociedad estaba en conmoción y abundaba el miedo. En se momento, era crucial el orden social, y esto se refleja en la tendencia de Parsons de promover el equilibrio y el orden social, más que el cambio social. Por lo tanto se hace referencia a la teoría de la sociedad de Parsons como estática es inexacta. 
Por otra parte, Durkheim favoreció una forma radical de socialismo gremial junto con las explicaciones funcionalistas. Además, el Marxismo, al tiempo que reconoce las contradicciones sociales, sigue utilizando las explicaciones funcionalistas. La teoría evolutiva de Parsons describe los sistemas y subsistemas de diferenciación y reintegración y por lo tanto los conflictos, al menos temporales antes de la reintegración (ibid). "El hecho de que el análisis funcional pueda ser visto por algunos como algo inherentemente conservador y por otros como algo inherentemente radical sugiere que puede ser inherentemente ni lo uno ni lo otro". (Merton, 1957: 39)
Las críticas más fuertes son la discusión epistemológica que el funcionalismo es tautológico, es decir que trata de explicar el desarrollo de las instituciones sociales exclusivamente mediante el recurso a los efectos que se atribuyen a ellas y, por lo tanto, explica circularmente los dos. Sin embargo, Parsons llamó directamente muchos conceptos de Durkheim en la creación de su teoría. Sin duda, Durkheim fue uno de los primeros teóricos que explican un fenómeno con referencia a la función que sirve para la sociedad. Dijo, "la determinación de la función es... necesario para la explicación completa de los fenómenos" [citado en Coser, 1977:140]. Sin embargo Durkheim hizo una clara distinción entre el análisis histórico y el funcional, diciendo: "Cuando... se lleva a cabo la explicación de un fenómeno social, debemos buscar por separado la causa eficiente que lo produce y la función que cumple" [citado en Coser, 1977:140]. Si Durkheim hace esta distinción, entonces es poco probable que Parsons no la haga. Sin embargo, Merton no establece explícitamente que el análisis funcional no trate de explicar por qué ocurrió la acción en el primer caso, pero sí por qué se continúa o se reproduce. Él dice que las "funciones latentes... van mucho a explicar la continuidad del patrón" [citado en Elster, 1990:130, énfasis añadido]. Por lo tanto, se puede argumentar que el funcionalismo no explica la causa original de un fenómeno con referencia a su efecto, y por lo tanto, no teleológico.
Otros críticos describen el argumento ontológico que la sociedad no puede tener "necesidades" como las un ser humano, e incluso si la sociedad tuviese necesidades, no serán necesaria. Anthony Giddens argumenta que todas las explicaciones funcionalistas se pueden reescribir como relatos históricos de las acciones humanas y las consecuencias individuales (véase Teoría de la estructuración).
Otra crítica dirigida al funcionalismo es que no contiene sin sentido de agencia, que los individuos son vistos como títeres, que actúa según lo exige su papel. Sin embargo, Holmwood afirma que las formas más sofisticadas de funcionalismo se basan en "un concepto muy desarrollado de la acción" [2005:107], y como se ha explicado anteriormente, Parsons tomó como punto de partida la persona y sus acciones. No obstante, su teoría no articula cómo estos actores ejercen su agencia en oposición a la socialización y la inculcación de normas aceptadas. Como se ha demostrado anteriormente, Merton abordó esta limitación mediante su concepto de desviación, y así se puede observar que el funcionalismo permite la agencia. Sin embargo, no puede explicar por qué las personas deciden aceptar o rechazar las normas aceptadas, por qué y en qué circunstancias optan por ejercer su albedrío, y esto sigue siendo una limitación considerable de la teoría.
Otras críticas han sido dirigidas contra el funcionalismo por los defensores de otras teorías sociales, en especial los teóricos del conflicto, los marxistas, los feministas y los postmodernistas. Los teóricos del conflicto criticaron el concepto de funcionalismo de los sistemas dándole demasiada importancia a la integración y el consenso, y dejando de lado la independencia y el conflicto [Holmwood, 2005:100]. Lockwood [Holmwood, 2005:101], en consonancia con la teoría del conflicto, sugirió que la teoría de Parsons perdió el concepto de contradicción del sistema. No se dio cuenta de aquellas partes del sistema podrían tener tendencias a la mala-integración. Según Lockwood, fueron estas tendencias las salieron a la superficie, como la oposición y el conflicto entre los actores. Sin embargo, Parsons creía que en su modelo, estaban muy entrelazados los temas de conflicto y de cooperación y los trataba de explicar a ambos [Holmwood, 2005:103]. En esto, sin embargo se vio limitado por su análisis de un "tipo ideal" de la sociedad que se caracterizó por el consenso. Merton, a través de su crítica de la unidad funcional, introdujo en el funcionalismo de un análisis explícito de tensión y conflicto.
El marxismo que fue revivido poco después de la aparición de la teoría del conflicto, criticó la sociología profesional (el funcionalismo y la teoría de conflictos por igual) por ser partidario del capitalismo de bienestar avanzado [Holmwood, 2005:103]. Gouldner [en Holmwood, 2005:103] creía que la teoría de Parsons fue específicamente la expresión de los intereses dominantes del capitalismo del bienestar, que justifica las instituciones en relación con la función que cumplen en la sociedad. Puede ser que la obra de Parsons implícite o articule que se necesiten que ciertas instituciones cumplan con los requisitos funcionales de la sociedad, pero si es o no es el caso, Merton afirma explícitamente que las instituciones no son indispensables y que hay alternativas funcionales. Que él no se identifica ninguna alternativa a las instituciones actuales, refleja un sesgo conservador, que como se ha dicho antes es un producto de la época específica que él estaba escribiendo.
Al terminar la prominencia de funcionalismo, aumentó el feminismo y se trató de una crítica radical del funcionalismo. Se cree que el funcionalismo descuidó la represión de las mujeres en la estructura familiar. Sin embargo, Holmwood [2005:103] muestra que Parsons había, de hecho, descripto las situaciones donde existían las tensiones y los conflictos o cuando estos estaban a punto de suceder, incluso si dichos conflictos no se articulan. Algunas feministas están de acuerdo, lo que sugiere que Parsons proporcionó descripciones precisas de estas situaciones. [Johnson en Holmwood, 2005:103]. Por otro lado, Parsons reconoció que había simplificado su análisis funcional de las mujeres en relación con el trabajo y la familia, y se centró en las funciones positivas de la familia para la sociedad y no en sus disfunciones para las mujeres. Merton también, aunque frente a situaciones en las que se produjeron la función y disfunción de forma simultánea, carecía de una "sensibilidad feminista" [Holmwood, 2005:103].
El posmodernismo, como teoría, se muestra crítico con las pretensiones de objetividad. Por lo tanto, la idea de la gran teoría que pueda explicar la sociedad en todas sus formas se trata al menos con escepticismo. Esta crítica es importante, ya que expone el peligro que puede plantear la gran teoría, cuando no se ve como una perspectiva limitada, como una forma de entender la sociedad.
Jeffrey Alexander (1985) considera que el funcionalismo como una amplia escuela en lugar de un método o sistema específico, como Parsons, que es capaz de tomar equilibrio (estabilidad) como punto de referencia, en lugar de hipótesis y trata la diferenciación estructural como una forma importante de cambio social. "El nombre 'funcionalismo' implica una diferencia de método o interpretación que no existe". (Davis, 1967: 401) Esto elimina el determinismo criticado anteriormente. Cohen sostiene que una sociedad, en lugar de necesidades, tiene hechos disposicionales: características del entorno social que apoyan la existencia de determinadas instituciones sociales, pero no las provocan.

## Teóricos influyentes
- Kingsley Davis
- Michael Denton
- Émile Durkheim
- David Keen
- Niklas Luhmann
- Bronisław Malinowski
- Robert K. Merton
- Wilbert E. Moore
- George Murdock
- Talcott Parsons
- Alfred Reginald Radcliffe-Brown
- Herbert Spencer
- Fei Xiaotong

## Nota
1. ↑  En sociología, otro término para describir una función positiva, en oposición a disfunción, es eufunción